# Septerra Core
Septerra Core: Legacy of the Creator es un videojuego de rol desarrollado por Valkyrie Studios y publicado por Monolith Productions . Fue lanzado originalmente en 1999 para Windows; desde entonces se ha relanzado a través de GOG.com para Windows en 2009, para MacOS en 2013 y para Linux en 2017.

## El Juego
El área de juego tiene dos profundidades diferentes: el mapa del mundo y los mapas de ubicación. El jugador tiene la oportunidad de interactuar con otros personajes, visitar tiendas, pelear batallas, etc., mientras que el mapa mundial sirve para transportar al jugador de un mapa de ubicación a otro. En algunos puntos de la historia, como el comienzo, el juego es lineal en el mapa mundial; en otros momentos, el jugador puede moverse a los campos de batalla para ganar más experiencia para los personajes. Dentro de las mazmorras, se puede elegir el movimiento para recoger los objetos mágicos requeridos en cualquier orden, pero uno no puede descansar con toda su salud dentro. Cada secuencia de combate va acompañada de una pista aleatoria de música de batalla, durante la cual los personajes jugadores y sus oponentes saltan a sus puestos en una cuadrícula isométrica . El jugador no puede alterar su ubicación durante el juego, ni siquiera si el villano directamente frente a uno es derrotado. Hay un "dial" para cada uno de los tres personajes del jugador, que se mueve más allá de dos puntos de quiebre y, en última instancia, a un nivel de potencia máximo, a medida que pasa el tiempo. Después del primer punto de quiebre, el jugador puede elegir que ese jugador ataque a un nivel bajo o unirse a otro personaje para un ataque combinado. Los hechizos, ya sea para un personaje o combo determinado, también se pueden configurar y lanzar a un nivel de potencia bajo, medio o máximo. Mientras que el jugador elige esperar hasta que los personajes estén encendidos, el enemigo ataca.

## Personajes

### Personajes elegibles
En total hay 9 personajes elegibles para desbloquear. El jugador tiene la opción de personalizar su lista de 3 personajes a la vez. Ciertos personajes tienen diferentes interacciones con diferentes personas, objetos o escenarios.
- Maya : La protagonista principal del juego. Es una joven de Shell 2, que busca artículos útiles de las pilas de chatarra. Cuando era niña, su aldea fue destruida y sus padres asesinados cuando los Chosen, los habitantes del Shell más alto, decidieron llevar sus conflictos aéreos a su pacífica ciudad natal. Comenzarás tu aventura con Maya, quien es el personaje principal de la historia de Septerra Core; sin embargo, durante el transcurso del juego te encontrarás con una variedad de personajes que se unirán a ti en tu búsqueda para salvar a Septerra de la destrucción.
- Grubb : Es amigo de Maya. Un genio mecánico solitario que puede convertir la chatarra en Shell 2 en casi cualquier máquina que se le ocurra. Grubb tiene la capacidad de reparar cosas, que se pueden usar en combate para curar aliados mecánicos/cyborg.
- Runner : Es una de las mejores y más extrañas creaciones de Grubb, un enorme y afable robot basura que puede caminar sobre dos patas o correr sobre cuatro. Runner parece un cachorrito gigante a veces, pero es un aliado feroz en el combate. Runner tiene la capacidad de robar cuando navega por una tienda.
- Corgan : Miembro de la valiente y dedicada Guardia Sagrada, los protectores de Shell 3 y del legado de Marduk, Corgan es un habilidoso espadachín defensivo con un don para la diplomacia. Hasta que se completa una determinada misión secundaria, Corgan no confía completamente en Selina y existe una posibilidad aleatoria de que Corgan use automáticamente su turno durante el combate para atacar a Selina o viceversa, si están emparejados en el mismo equipo.
- Led : La joven hija de un gran líder militar, el general Campbell, Led es una hábil mecánica cuyo arma preferida es una llave inglesa gigante. Tiene dos piernas artificiales que son el resultado de un accidente durante el entrenamiento militar. Desde entonces, su padre le ha prohibido luchar por su país. El único personaje además de Grubb que tiene la capacidad de reparación.
- Araym : un ladrón y cazarrecompensas, puede usar sus extremidades mecánicas desmontables con forma de araña para una variedad de ataques. El único personaje además de Runner que tiene la habilidad de robar cuando navega por una tienda.
- Selina : Uno de los generales de Doskias y su amante, Selina es una guerrera oscura, misteriosa y poderosa con una habilidad especial para los hechizos básicos místicos. Aunque al comienzo del juego, Selina es una antagonista, a medida que avanza el juego, cambia de opinión y se desbloquea como un personaje elegible.
- Badu : miembro de la raza inhumana de los Underlost, el enorme Badu es un guerrero poderoso pero un mal comunicador: sólo habla su lengua materna. Este personaje tiene muy pocas interacciones con personas fuera de su tierra natal, pero es muy útil cuando el jugador necesita comunicarse con otras personas de Underlost que solo pueden hablar en su lengua materna.
- Lobo : una vez fue un cyborg sin sentido creado para defender a su país de los piratas merodeadores, pero después de un aterrizaje forzoso durante la batalla, un mecánico renegado lo encontró y lo reconstruyó. Después de adquirir libertad de pensamiento, se convirtió en pirata para luchar contra el mismo país que lo creó. Los ataques de este personaje en combate son muy similares a los de Maya, y pueden compartir muchos accesorios de armas.

### Personajes no elegibles
Hay un montón de personajes no elegibles con los que el jugador puede interactuar y que tienen innumerables reacciones a varios personajes elegibles, lo que hace que hablar con el mismo personaje no elegible cuando se intercambian personajes elegibles siempre valga la pena. A continuación se mencionan algunos de los personajes no elegibles que son parte integral de la historia.
- Tío : Se le conoce simplemente como tío porque Maya y muchos de los huérfanos de su ciudad natal, Oasis, fueron criados por este amable hombre.
- Azziz : Enseña a los huérfanos de Oasis, el sabio maestro del templo celebra al gran Marduk. Azziz es una buena fuente de información sobre el mundo de Septerra.
- Bowman : El líder de la Guardia Santa. Ha entrenado a Corgan y otros Guardias Sagrados y también es el padre de Layla.
- Layla : Ella es el único amor verdadero de Corgan, y también otro miembro de la Guardia Sagrada. Ella es la hija de Bowman que se preocupa por ella cuando va a la batalla.

## Desarrollo
Septerra Core fue desarrollado originalmente por Rabid Entertainment .  Después de que Rabid Entertainment cerró sus puertas, Valkyrie Studios se hizo cargo y terminó el desarrollo. El juego fue lanzado por Monolith Productions en octubre de 1999 para PC. El juego fue anotado por Marty O'Donnell y contó con un trabajo de voz de Steve Downes .
Según IGN, "muchos miembros del equipo de Valkyrie Studios habían trabajado anteriormente en el juego de Beavis &amp; Butthead para Viacom, una aventura gráfica muy aclamada".

## Lanzamiento
En 2006, se lanzó la versión 1.04, que aborda los problemas de compatibilidad con el juego y las versiones más recientes de los sistemas operativos Windows.
En 2009, el distribuidor digital GOG.com lanzó una versión del juego ya parchado con la versión a la v1.04.
En 2013, el juego también se lanzó en Steam .

## Recepción
El juego recibió críticas "promedio" según el sitio web de agregación de reseñas Metacritic .  John Lee de NextGen dijo: "No ves muchos juegos de consola estilo rol (RPG) en PC, pero Septerra Core debería hacerte mirar". 

Jason Lambert de GameZone le dio 8.1 de 10 y dijo: "Si quieres un juego de rol emocionante mientras esperas que los otros grandes lleguen a los estantes, entonces querrás elegir Septerra Core ".